# Empis crassipes
Empis crassipes är en tvåvingeart som beskrevs av Franz Paula von Schrank 1781. Empis crassipes ingår i släktet Empis och familjen dansflugor.
Artens utbredningsområde är Österrike. Inga underarter finns listade i Catalogue of Life.